# Aero L-39 Albatros
Аэро Л-39 «Альбатрос» (Aero L-39 Albatros, Элли) — чехословацкий учебно-боевой самолёт.
Создан для замены учебно-тренировочного самолёта Aero L-29 Delfin. Совершил первый полёт 4 ноября 1968 года. В 1972 году был выбран основным учебно-тренировочным самолётом стран-участниц Организации Варшавского договора.
Серийно производился чешской фирмой Aero Vodochody до 1999 года. Всего было построено 2868 L-39 и 80 L-59.
Состоит на вооружении более чем 30 стран мира.

## Назначение
Л-39 — учебно-тренировочный самолёт, предназначенный для первоначального обучения курсантов технике пилотирования в простых и сложных метеоусловиях днём и ночью, обучения элементам боевого применения, связанных с перехватом воздушных целей визуально, действиям по наземным целям, а также тренировки лётного состава лётных училищ и строевых частей. С рабочего места инструктора возможна имитация некоторых отказов, также с целью обучения предусмотрена экипировка курсанта в различные типы лётного и высотного снаряжения.
В состав обучающего комплекса также входят пилотажный тренажёр TL-39 и тренажёр для отработки навыков катапультирования NKTL-29/39.

## Краткое описание конструкции
L-39 — цельнометаллический моноплан с низкорасположенным прямым крылом, выполненный по нормальной аэродинамической схеме. Самолёт оснащён трёхопорным шасси с носовым колесом и двухконтурным турбореактивным двигателем.

### Фюзеляж

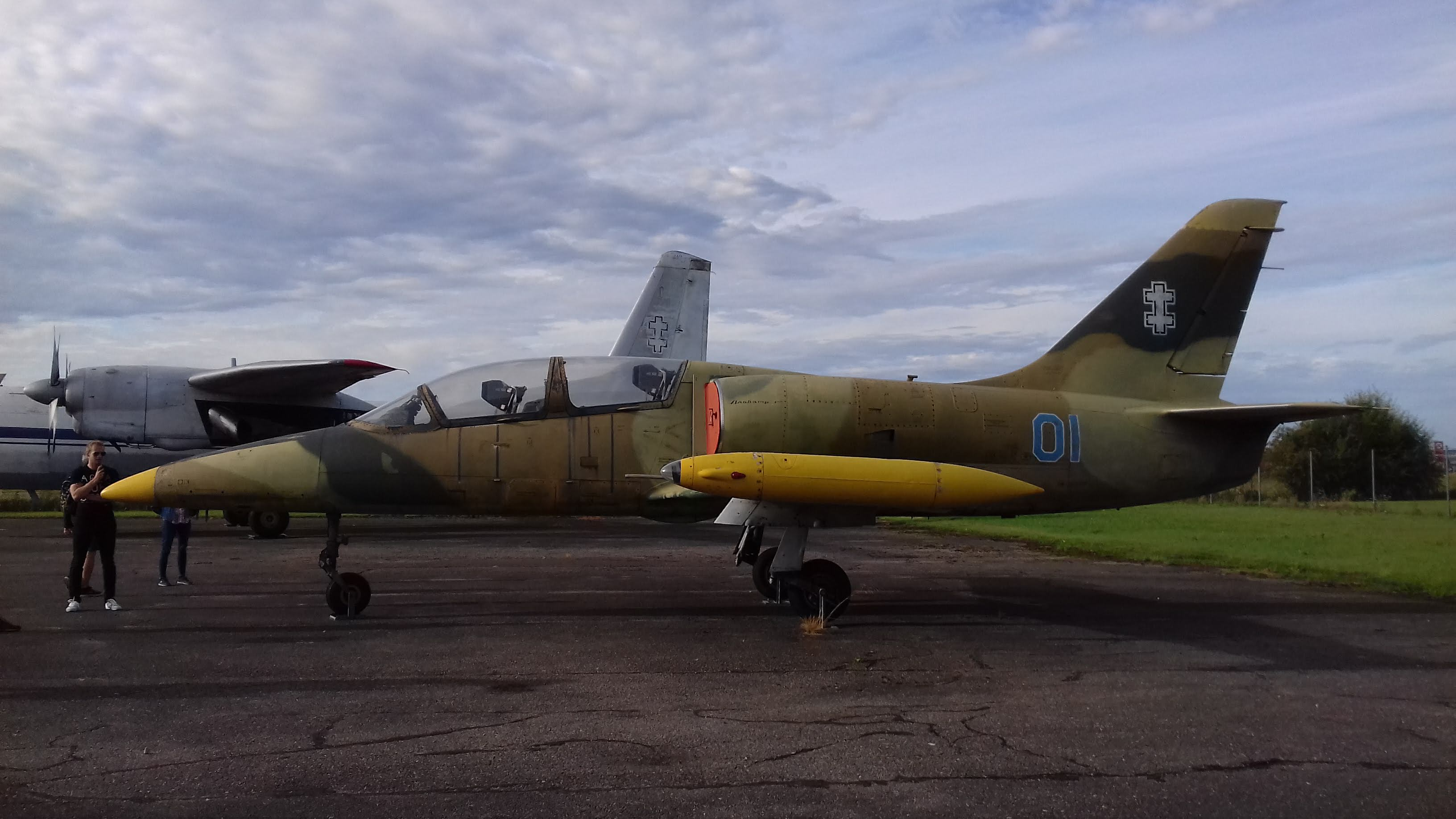
Aero L-39C Albatros ВВС Литвы, Каунасский музей Авиации

Состоит из двух разъёмных частей — передней и хвостовой, состыкованных между собой по шпангоутам (рамам). Передняя часть с 1-й по 37-ю раму включает носовой обтекатель и четыре неразъёмных отсека: носовой, гермокабины, топливный и двигательный. В передней части фюзеляжа с 1-й по 7-ю рамы находится отсек радиоэлектронного и специального оборудования, там же находится ниша передней стойки шасси. Для доступа к оборудованию боковые панели отсека слева и справа могут откидываться вверх. Далее находится отсек гермокабины (рамы № 7-№ 21а) с двумя рабочими местами лётчиков — курсанта (передняя) и инструктора (задняя). Кабины закрыты общим фонарём, состоящим из неподвижного козырька и двух откидываемых вправо крышек. На левом борту этого отсека имеются подножки и две откидные ступеньки. В подпольном пространстве размещаются блоки радиооборудования (слева), преобразователь и гидроаккумулятор (справа), для доступа к которым имеются съёмные лючки.
За кабиной расположен топливный отсек, рамы с № 21а по № 29. В топливном отсеке находятся пять мягких топливных баков. Заправочная горловина располагается сверху-слева за кабиной, между рамами 24-25.
В нижней части этого отсека образована выемка под кессон неразъемного крыла. Перед крылом установлены агрегаты гидросистемы, электро- и радиоэлектронного оборудования. К топливному отсеку примыкают два боковых воздушных канала двигателя, которые переходят в общий канал круглого поперечного сечения.
Боковые воздухозаборники полукруглого в плане сечения — дозвуковые, нерегулируемые. Между пластиной, являющейся внутренней стенкой воздухозаборника, и бортом фюзеляжа имеется щель для слива пограничного слоя. Переднюю часть двигательного отсека до противопожарной перегородки занимает воздушный канал, далее, в пространстве рам № 32-№ 37 установлен маршевый двигатель. Внутри двигательного отсека смонтированы направляющие, предназначенные для снятия и установки двигателя, а также располагаются огнетушитель, агрегаты системы кондиционирования, электро- и гидросистем, вспомогательная силовая установка и аварийная воздушная турбина с электрогенератором. Внизу двигательного отсека имеются 4-е эксплуатационных люка.
Хвостовая часть фюзеляжа (с 38 по 47 раму) и киль представляют собой единую конструкцию, которая при необходимости снятия двигателя демонтируется. Хвостовая часть стыкуется с передней по 37-38 рамам, причём рама № 38 является силовым элементом быстроразъёмного соединения. Внутри хвостовой части размещаются удлинительная труба двигателя и реактивное сопло.

### Крыло
Прямое, трапециевидной формы в плане, трёхлонжеронное, неразъёмное по размаху, с несъёмными топливными баками на законцовках. Крыло без аэродинамической и геометрической крутки. К фюзеляжу крепится с помощью четырёх узлов подвески.
К среднему лонжерону крыла крепятся поворотные узлы основных стоек шасси. К заднему лонжерону крепятся выдвижные двухщелевые закрылки, которые управляются с помощью системы тяг и качалок. Закрылки имеют три фиксированных положения: полётное (закрылки убраны), взлётное (выпущены на 25 градусов) и посадочное (выпущены на 44 градуса). Закрылки имеют автоматику, которая сама их убирает по достижении самолётом скорости 310 км/час.
Между нервюрами крыла № 9-№ 14 располагаются элероны. На левом элероне имеется электрически управляемый триммер-компенсатор. Между передним и средним лонжеронами находятся тормозные щитки. Щитки управляются лётчиками по их усмотрению, но по достижении скорости М=0,78 выпускаются автоматически, для предотвращения разгона самолёта сверх допустимой скорости.
На законцовках крыла размещаются круглые топливные баки, каждый из которых разделен на три отсека: средний является собственно баком на 100 литров, в передней части размещается фара, антенны и блоки СРО, в задней части — антенны и блоки СРО и электростатические разрядники.
На 11-й нервюре каждой плоскости установлено по приёмнику воздушного давления. Левый ПВД — основной, правый — резервный.
На нижней поверхность крыла установлены два крыльевых балочных держателя Л39М-117, Л39М-118. Держатели оборудованы стандартными замками ДЗ-57Д и позволяют подвешивать свободнопадающие бомбы калибром 50 или 100 кг, блоки УБ-16-57У и пусковые устройства АПУ-13М1 с учебными управляемыми ракетами И-318

### Хвостовое оперение
Трапециевидное.
Киль двухлонжеронный, с набором стрингеров и нервюр. На нервюрах №№ 2, 3 и 7 находятся поворотные узлы руля направления. РН с аэродинамической компенсацией и весовой балансировкой, и конструктивно не имеет триммера.
Стабилизатор со сквозной средней частью, крепится в двух точках к задней части фюзеляжа. Руль высоты состоит из двух половин, на каждой из которых имеется триммер с электроприводом. Правый триммер управляется кнопками из кабины лётчиков, а левый работает автоматически, в зависимости от угла выпуска закрылков. В  систему продольного управления встроен пружинный бустер, уменьшающий усилие на ручке управления при взлёте, когда угол отклонения руля высоты превышает угол 11-13 град.

### Шасси самолёта
Шасси трёхопорное, убираемое в полёте: основные стойки убираются по направлению к оси фюзеляжа в отсек между средним и задним лонжеронами крыла, передняя — против направления полёта в носовой отсек фюзеляжа. Переднее бескамерное колесо размерностью 430×150 мм, типа К25-500 нетормозное, неуправляемое, самоориентирующееся, снабжено механизмом центрирования и демпфером шимми. Колёса основных стоек типа К24, тормозные, бескамерные, размерностью 610×180. Тормоза гидравлические, с антиюзовым автоматом растормаживания. После взлёта, при уборке шасси колёса автоматически затормаживаются.
На всех стойках установлены азотно-масляные амортизаторы. Масло в полостях амортизаторов — АМГ-10.
Уборка и выпуск стоек шасси производится от гидросистемы самолёта.

### Силовая установка
На самолёте L-39 Albatross установлен двухконтурный двухвальный турбореактивный двигатель АИ-25ТЛ с осевым двенадцатиступенчатым компрессором и трёхступенчатой газовой турбиной, кольцевой камерой сгорания, удлинительной трубой и реактивным соплом. Компрессор двигателя делится на два каскада — трёхступенчатый компрессор низкого давления и компрессор высокого давления.
Тяга двигателя в стандартных условиях: на взлётном режиме — 1720 кгс, на номинальном — 1500 кгс. Удельный расход топлива — 0,60 и 0,585 кг/кгс ч, соответственно. В качестве топлива применяется авиационный керосин Т-1, ТС или РТ. Моторное масло типа МК-8, МК-8П или МК-6.
Запуск двигателя воздушный. Раскрутка ротора высокого давления осуществляется воздушным стартером СВ-25ТЛ, к которому воздух подаётся от вспомогательной силовой установки — одновального газотурбинного двигателя «Сапфир-5», который состоит из одноступенчатого центробежного компрессора, кольцевой противоточной камеры сгорания, двухступенчатой осевой турбины, выхлопного сопла, а также агрегатов и систем, обеспечивает устойчивую регулируемую подачу воздуха для запуска маршевого двигателя. Запуск ВСУ производится электростартёром от бортовой аккумуляторной батареи или других источников постоянного тока напряжением 27В. ВСУ работает на том же топливе, что и основной двигатель. Максимальная продолжительность работы двигателя «Сапфир-5» составляет не более 10 минут, после чего двигатель автоматически выключится, и последующий его запуск возможен после охлаждения 20 минут на земле или 10 минут в воздухе.
На самолётах после 8-й серии на двигателе АИ-25ТЛ установлена система защиты от перегрева РТ-12-9. Система работает по достаточно сложному алгоритму, но в целом её задача сводится к предотвращению заброса температуры выходных газов за турбиной более 700 °C, а при нахождении самолёта на земле и температуре более 730 °C происходит автоматическое выключение двигателя.

### Топливная система
Состоит из пяти мягких размещённых в фюзеляже топливных баков общей ёмкостью 1100 литров и двух консольных баков по 100 литров. Заправка выполняется через три заливные горловины — общая горловина для фюзеляжных баков во 2-м баке и по одной горловине на крыльевых баках. Всё топливо поступает самотёком в 5-й бак, который является расходным.
Для предотвращения кавитации топлива в расходном баке установлен подкачивающий электрический топливный насос ЛУН-6280. В консольные топливные баки от компрессора двигателя подаётся воздух с избыточным давлением 0,4…0,45 кгс/см², который выдавливает топливо в расходный бак. Для питания двигателя топливом при отрицательных перегрузках в системе установлен топливный аккумулятор, который также наддувается воздухом от двигателя, с избыточным давлением 0,4…0,45 кгс/см².
Контроль за количеством топлива в фюзеляжных баках осуществляется с помощью ёмкостного топливомера во 2-м баке, указателей топлива в кабине и бленкеров на топливомерах, индицирующих выработку консольных баков.
Аварийный остаток топлива составляет 150 кг. Применяемые сорта топлива: отечественные Т-1, ТС, РТ; иностранные PL-4, PL-5, PL-6

### Противопожарная система
Установлена система сигнализации о пожаре ССП-2И с блоком БИ-2И с шестью датчиками ДТБГ, огнетушитель ОС-2, заряжаемый жидкостью «7» (80 % бромистого метилена и 20 % бромистого этила) или фреоном 114В2 под давлением. Система защищает только двигательный отсек. Включение в работу ручное, от кнопок в кабине лётчиков.

### Гидравлическая система
Гидравлическая система предназначена для уборки и выпуска шасси, уборки и выпуска закрылков, уборки и выпуска тормозных щитков, торможения колёс, а также выпуска аварийной турбины. Источником гидравлической энергии служит гидронасос переменной производительности типа ЛУН 6101.
Аварийная гидросистема предназначена только для безопасного завершения полёта при отказе основной гидросистемы. В аварийной системе установлены три гидроаккумулятора, которые обеспечивают выпуск закрылков в посадочное положение, выпуск шасси без закрытия створок, уборку тормозных щитков, выпуск аварийной турбины, недифференцированное торможение колёс. В случае выключения двигателя в полёте некоторое давление в гидросистеме создаётся на оборотах авторотации двигателя, которого достаточно для функционирования гидроагрегатов, но за большее время.
Рабочая жидкость гидросистемы - масло АМГ-10, с давлением нагнетания 150±10 кгс/см².

### Электрооборудование
Источником электроэнергии на борту служит генератор постоянного тока 28,5 вольт типа ВГ-7500Я, мощностью 9000 Вт, с пускорегулирующей аппаратурой и кислотная аккумуляторная батарея 12САМ-28.
Запасным источником электроэнергии служит генератор ЛУН 2117.02 мощностью 3000 Вт, установленный на аварийной воздушной турбине В-910, при необходимости выпускаемую в набегающий поток. Предусмотрен автоматический выпуск турбины, принудительный и резервный.
Для питания переменным током установлено два статических преобразователя ЛУН 2456 и ЛУН 2457 и электромашинный трёхфазный ПТ-500Ц, а также аппаратура управления и защиты. На самолётах после 19-й серии вместо преобразователя ЛУН 2457 установлено два преобразователя ЛУН 2458.8
Для подключения наземного источника установлен стандартный штепсельный разъём аэродромного питания ШРАП-500.

### Приборное и пилотажно-навигационное оборудование
Пилотажно-навигационное оборудование включает: комбинированный указатель скорости и числа М ЛУН 1170, высотомер ВД-20, дистанционный авиагоризонт АГД-1, гиромагнитный компас ГМК-1АЭ, комбинированный вариометр с указателем поворота и скольжения ЛУН 1180, указатель радиокомпаса ЛУН 3615, радиовысотомера УВ-5, навигационно-пилотажный прибор НПП и часы типа АЧС-1. Этими приборами либо их указателями оборудованы обе кабины самолёта. Кроме того, в передней кабине установлены указатель перегрузок с сигнализацией ЛУН 1722 и аварийный магнитный компас ЛУН 1221. Питание мембранно-анероидных приборов осуществляется от электрообогреваемых приёмников воздушных давлений, находящихся на правой (основной ПВД типа ЛУН 1153) и левой (резервный ПВД типа ЛУН 1150) плоскостях крыла. В кабине инструктора на среднем пульте имеются переключатели и краны, с помощью которых можно имитировать в учебных целях отказ гироскопических и мембранно-анероидных приборов.
Часть самолётов оборудована системой директорного управления СДУ-39. На них вместо авиагоризонта АГД-1 установлен командно-пилотажный прибор КПП. Система СДУ-39 предназначена для выдачи командных управляющих сигналов на директорные стрелки по крену и тангажу при выполнении захода на посадку на аэродромах, оборудованных курсо-глиссадной системой, по нормам 1-й категории, а также выдачи сигнала на стрелку тангажа при выполнении полёта в режиме стабилизации высоты.

### Радиоэлектронное оборудование
РЭО подразделяется на радиосвязное, радионавигационное и радиотехническое оборудование.
Радиосвязное оборудование состоит из командной УКВ радиостанции РТЛ-11 (либо УКВ-ДЦВ радиостанции Р-832М), автономного самолётного переговорного устройства и СПУ, использующего низкочастотные цепи УКВ радиостанции (только при установке РТЛ-11). Антенна радиостанции щелевого типа размещена под радиопрозрачной законцовкой киля.
Радионавигационное оборудование включает: аппаратуру ближней навигации и посадки РСБН-5С («Искра-К»), автоматический радиокомпас РКЛ-41, радиовысотомер малых высот РВ-5 и маркерный радиоприёмник МРП-56ПС.
Радиотехническое оборудование — комплект СР0-2М (ответчик), антенны которого находятся в носовой и хвостовой частях фюзеляжа и под радиопрозрачными обтекателями крыльевых баков, а пульт управления и щиток «взрыв-бедствие» — на правом борту передней кабины.

### Высотное, кислородное оборудование и специальное снаряжение
На самолёте применяется двухместная гермокабина вентиляционного типа, с пневматическими шлангами (трубками) герметизации откидных крышек фонарей и козырька, и постоянным наддувом кабины воздухом, отбираемым от последней ступени компрессора двигателя. Сжатый воздух для системы герметизации заряжается в баллон под давлением 150 кгс/см² и перед подачей в систему герметизации редуцируется до давления 1,8—2,55 кгс/см².
Система кондиционирования кабины типовая, с разделением потока воздуха на горячую и холодную линии с последующим смешением потоков. В холодной магистрали установлены: воздухо-воздушный радиатор, турбохолодильник и водоотталкиватель.
Регулятор давления АРД-57В обеспечивает свободную вентиляцию кабины до высоты в 2000 метров, далее до высоты 7000 метров идёт постепенное увеличение наддува, а после 7000 метров давление наддува остаётся постоянным и равно 0,21—0,25 кгс/см².
Помимо наддува и кондиционирования кабины, имеется индивидуальная вентиляция на каждом рабочем месте. Также предусмотрена вентиляция противоперегрузочных костюмов ППК-1У или ВКК-3М (ВКК-6М).
На самолёте в учебных целях установлен комплект кислородного оборудования ККО-5, рассчитанный на высоты вплоть до 40 км. Кислород хранится в четырёх баллонах МА-4 и двух баллонах МА-2 с рабочим давлением 150 кгс/см². Все полёты можно выполнять в защитном шлеме ЗШ-3 или ЗШ-5, с кислородной маской КМ-32 (КМ-34). Оборудование только передней кабины позволяет экипировать курсанта в высотно-компенсирующий костюм ВКК-6М (ВКК-3М) с гермошлемом ГШ-6А (ГШ-6М), или высотный морской спасательный костюм типа ВМСК-4 или вентилирующий комбинезон ВК-3М.

### Аварийно-спасательное снаряжение
Средства аварийного покидания самолёта в полёте включают установленные в передней и задней кабинах пиротехнические системы сброса откидных частей фонаря и катапультные установки. Катапультная установка ВС-1 БРИ состоит из катапультного кресла, телескопического стреляющего механизма и порохового ракетного двигателя. В заголовнике кресла находится стабилизирующий парашют, в нише спинки кресла уложен стабилизирующий парашют лётчика и спасательный парашют. Для предотвращения столкновения лётчиков меж собой при катапультировании и также со сброшенными фонарями установлена электрическая система порядка катапультирования.
При полётах над морем экипаж экипируется спасательными жилетами типа АСЖ-58 или спасательными поясами АСП-74.

### Вооружение
Вооружение самолёта Л-39 включает бомбардировочное, неуправляемое ракетное оружие и управляемое ракетное учебное оружие, прицельное и фотоконтрольное оборудование, что позволяет выполнять прицельное бомбометание с пикирования свободнопадающими боеприпасами калибром 50—100 кг, прицельную стрельбу неуправляемыми ракетами типа С-5, имитацию пуска управляемых ракет по воздушным целям с применением имитаторов И-318, фотострельбу по воздушным целям.
Для подвески вооружения на самолёте установлено два подкрыльевых балочных держателя Л39М-117, Л39М-118. На балочные держатели возможна установка шестнадцатиствольных ракетных блоков УБ-16-57У и пусковых устройств АПУ-13М1.
Также в состав вооружения входят:
- авиационный стрелковый прицел АСП-ЗНМУ-39 в передней кабине, предназначенный для прицеливания при применении наземных средств поражения и фотострельбе по воздушным и наземным целям;
- фотоконтрольный прибор ФКП-2-2, закреплённый на прицельной головке АСП-ЗНМУ-39;
- радиолокационный дальномер СРД-5МК «Квант»;
- вычислитель разрешённой дальности ВРД-2А;
- и другое оборудование.

Цепи боевого применения оружия могут быть заблокированы с места инструктора. Также применение бомб и ракет невозможно при скорости полёта менее 310 км/ч.
Для сигнализации на самолёте установлена кассета сигнальных ракет ЭКСР-46, под четыре стандартные ракеты калибром 26 мм.

## Модификации
- L-39С — стандартная модификация учебно-тренировочного самолёта для начальной и основной лётной подготовки.

- L-39СM — модернизированный вариант L-39С.

- L-39ZO — вооружённый учебно-тренировочный самолёт, разработанный в 1973—1976 годах. Может использоваться в качестве лёгкого штурмовика, имеются четыре подкрыльевых узла подвески вооружения.
- L-39ZA — дальнейшее развитие L-39ZO с установкой под фюзеляжем двуствольной пушки ГШ-23.

- L-39ZAM — модернизированный вариант L-39ZA.

- L-39V — буксировщик воздушных мишеней.
- L-39MS (L-59 Super Albatros) — модификация с новым турбореактивным двигателем модульной конструкции ДВ-2, имеющим тягу 2200 кгс, катапультируемыми креслами класса «0-0» и новым электронным оборудованием. Первый полёт совершил в 1986 году. Произведено 80 единиц.[1]
- Л-39Д — украинская демилитаризированная модификация L-39C для гражданского использования, представленная в начале 2010 года[2].
- Л-39М1 — украинская модернизация Л-39: замена двигателя АИ-25ТЛ на модернизированный АИ-25ТЛШ (увеличена тяга с 1720 до 1850 кг и вдвое (с 9—12 секунд до 5—6 секунд) уменьшилось время приёмистости), усовершенствована система управления силовой установкой и бортовым аварийно-эксплуатационным регистратором полётной информации с дополнительными датчиками и устройствами[3]. Разработан в 2002—2009 годах, приказом министра обороны Украины № 347 от 8 июля 2009 года принят на вооружение ВВС Украины[4].
- Л-39М — украинская модификация Л-39, разработка которой была завершена в 2013 году[5]. Отличается от базового варианта наличием бортового тренажёрного комплекса БТК-39, который предназначен для имитации работы прицельного комплекса истребителя МиГ-29. Является летающим тренажёром для подготовки пилота к боевой работе на истребителе МиГ-29[6]. Принят на вооружение вооружённых сил Украины 4 марта 2015 года[7]
- L-159 — создан на базе L-59.

Кроме того, в 1987 году на основе конструкции L-39 для ВВС Румынии был создан учебно-боевой самолёт IAR-99 «Şoim», а в июле 2014 года было объявлено о разработке L-39NG — модификации с двигателем Williams FJ44. 12 октября 2018 года состоялась премьера модификации L-39NG. Лётные испытания ожидаются до конца года.

## Тактико-технические характеристики

Проекции L-39 «Альбатрос»

Данные соответствуют модификации L-39C.
- Экипаж: 1 или 2 человека
- Длина: 12,13 м
- Размах крыла: 9,46 м
- Высота: 4,47 м
- Площадь: 18,8 м2
- Масса пустого: 3395 кг
- Нормальная взлётная масса: 4337 кг
- Макс. взлётная масса: 4700 кг с бетонной ВПП (4600 кг с грунта)
- Максимальное время перевёрнутого полёта: 20 с
- Максимальная заправка топливом: 1014 кг (при удельной плотности 0,78 г/см3)
- Количество двигателей: 2 (основной и вспомогательный)
  - Тип основного двигателя: двухконтурный ТРД АИ-25ТЛ
  - Тяга двигателя максимальная: 1720 кгс (16,87 кН)[11]
  - Тяга двигателя на режиме "малый газ": не более 135  кгс
  - Тип вспомогательного двигателя-турбостартера: «Сапфир-5»
- Максимальная скорость горизонтального полёта: 760 км/ч (на высоте 6500 м)
- Максимально допустимая скорость по прочности: 900 км/ч (М = 0,8)
- Максимальная перегрузка: +8 / −4
- Крейсерская скорость (по прибору): 390 км/ч
- Скорость сваливания: 160 км/ч (при выпущенных закрылках и шасси)
- Эволютивная скорость: 200 км/ч
- Максимальная дальность полёта: 1015 км (с заправкой консольных баков)
- Практический потолок: 11 500 м
- Скороподъёмность (у земли): 22 м/с (1320 м/мин)
- Минимальное время набора высоты:
6000 м: 6,4 мин
10 000 м: 16,9 мин
- Тяговооружённость: 0,4
- Длина разбега:  480—530 м
- Длина пробега: 650—690 м

### Вооружение
(Приведены данные по самолёту L-39С из РЛЭ за 1988 год)
- 2 крыльевых балочных держателя (34 кг)
- Бомбы: 2 х ОФАБ-100 (246 кг)
- Управляемые ракеты: 2 имитатора И-318 (106 кг) + 2 АПУ-13М1 (42 кг)
- Неуправляемые ракеты: 2 УБ-16-57У (104 кг) + 32 ракеты С-5 (124 кг)

## Эксплуатация

### Состоит на вооружении
- Республика Абхазия — 5 L-39, по состоянию на декабрь 2009 года
- Азербайджан — 12 L-39, по состоянию на 2016 год[12]
- Алжир — 36 L-39ZA и 7 L-39С, по состоянию на 2016 год[13]
- Ангола — 2 L-39С, по состоянию на 2016 год[14]
- Армения — 4 L-39, по состоянию на 2016 год[15]
- Бангладеш — 7 L-39ZA, по состоянию на 2016 год[16]
- Беларусь — 10 L-39, по состоянию на 2016 год[17]
- Болгария — 6 L-39ZA по состоянию на 2024[18]
- Вьетнам — 18 L-39, по состоянию на 2016 год[19]
- Гана — 2 L-39ZO, по состоянию на 2016 год[20]
- Грузия — 4 L-39, по состоянию на 2016 год[21]
- Египет — 10 L-39, по состоянию на 2016 год[22]
- Йемен — неизвестное количество L-39C, по состоянию на 2016 год[23]
- Камбоджа — 5 L-39, по состоянию на 2016 год[24]
- Казахстан — 17 L-39, по состоянию на 2016 год[25]
- Кыргызстан — 4 L-39, по состоянию на 2016 год[26]
- КНДР — 12 L-39, по состоянию на 2012 год[27]
- Куба — 25 L-39, по состоянию на 2016 год[28]
- Ливия — некоторое количество L-39ZO, по состоянию на 2016 год[29]
- Нигерия — 23 L-39, по состоянию на 2016 год[30]
- Никарагуа — 6 L-39, по состоянию на 2012 год
- Россия — 91 L-39 по состоянию на 2024 год[31]
- Словакия — 6 L-39CM и 2 L-39ZAM на вооружении и 1 L-39ZAM на хранении по состоянию на 2024 год[32]
- Таиланд — 27 L-39ZA, по состоянию на 2016 год[33]
- Таджикистан — 4 L-39, по состоянию на 2016 год[34]
- Того — 6 L-39, по состоянию на 2016 год[35]
- Туркменистан — 2 L-39, по состоянию на 2016 год[36]
- Тунис — 9 L-59, по состоянию на 2012 год
- Уганда — 3 L-39, по состоянию на 2016 год[37]
- Украина — 29 L-39 по состоянию 2024 год[38]
- Узбекистан — 14 L-39, по состоянию на 2016 год[39]
- Чехия — 9 L-39ZA, по состоянию на 2016 год[40]
- Экваториальная Гвинея — 2 L-39C, по состоянию на 2016 год[41]
- Эстония — не менее 1 L-39C по состоянию на 2024[42]
- Эфиопия — 12 L-39, по состоянию на 2016 год[43]

### Состоял на вооружении
- Афганистан — 3 L-39С в настоящее время находятся на хранении на основой базе афганских ВВС в международном аэропорту Кабула, 26 L-39 стояли на вооружении с 1977 по 2001 год.
- Венгрия — 20 L-39ZO
- Ирак — 22 L-39C и 59 L-39ZO
- Латвия
- Литва
- Румыния — 32 L-39
- СССР — 2080 L-39C (после распада СССР перешли в собственность к новообразовавшимся государствам)
- Чад — 11 L-39ZO
- Чехословакия — 33 L-39C, 30 L-39ZA, 8 L-39V и 6 L-39MS

### Гражданские операторы
- СССР — использовались в ДОСААФ
- Канада — 2 L-39 использовались в составе пилотажной группы Northern Lights Aerobatics Team в 2000 году[44]
- Россия — пилотажная группа «Русь» и пилотажная группа «Регион»
- Латвия — 5 L-39 пилотажная группа «Baltic Bees»
- США — пилотажная группа «Патриоты»
- Франция — 7 L-39 в составе пилотажной группы «Брайтлинг»
- США — пилотажная группа «Black Diamond»

### Боевое применение
- L-39ZO применялись во время Гражданской войны в Ливии[45].
- L-39 применялись в ходе Гражданской войны в Сирии[46]
- L-39 применялись в ходе российско-украинской войны[47].

## Галерея

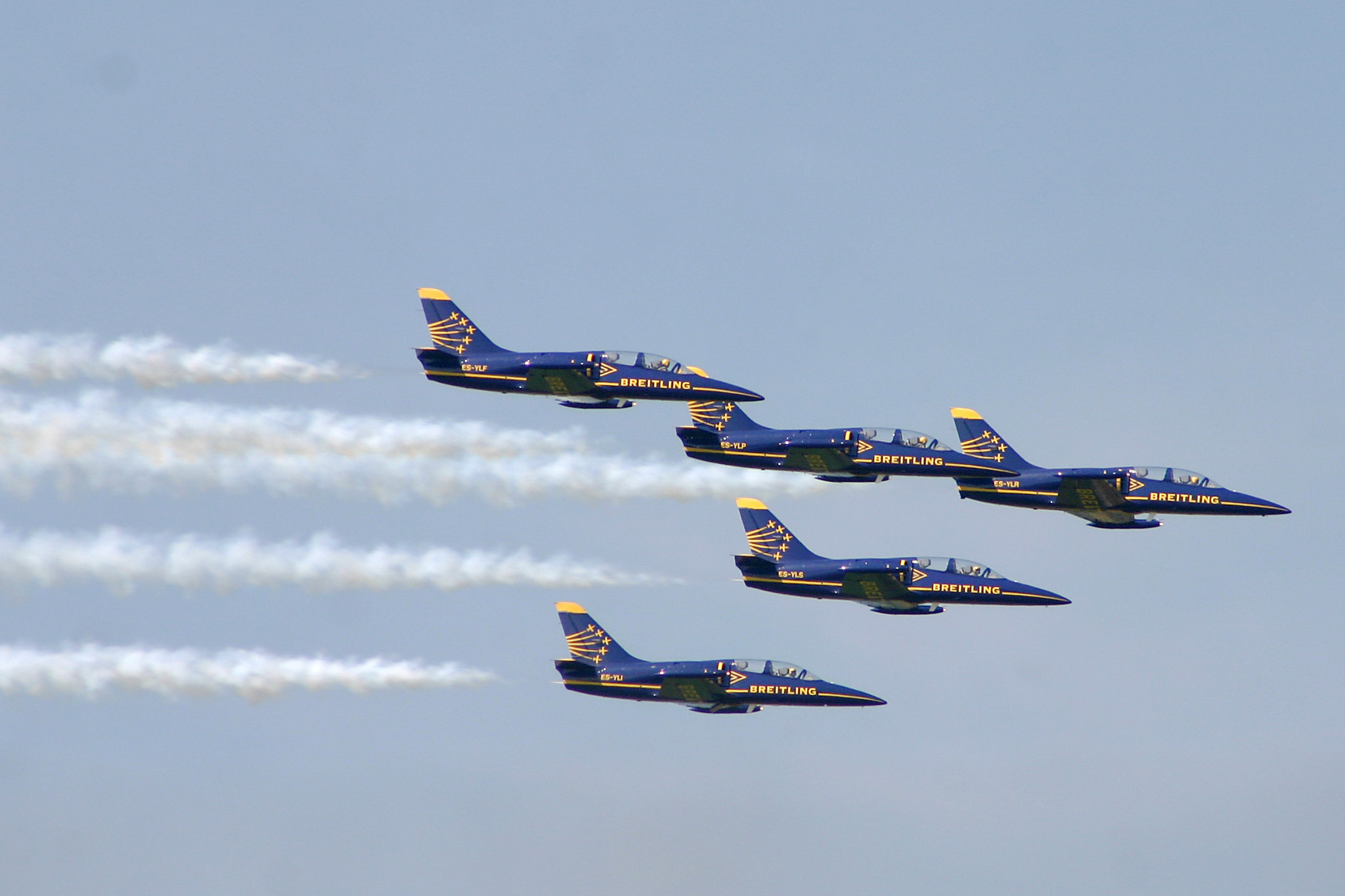
L-39 пилотажной группы Breitling, 2004 год
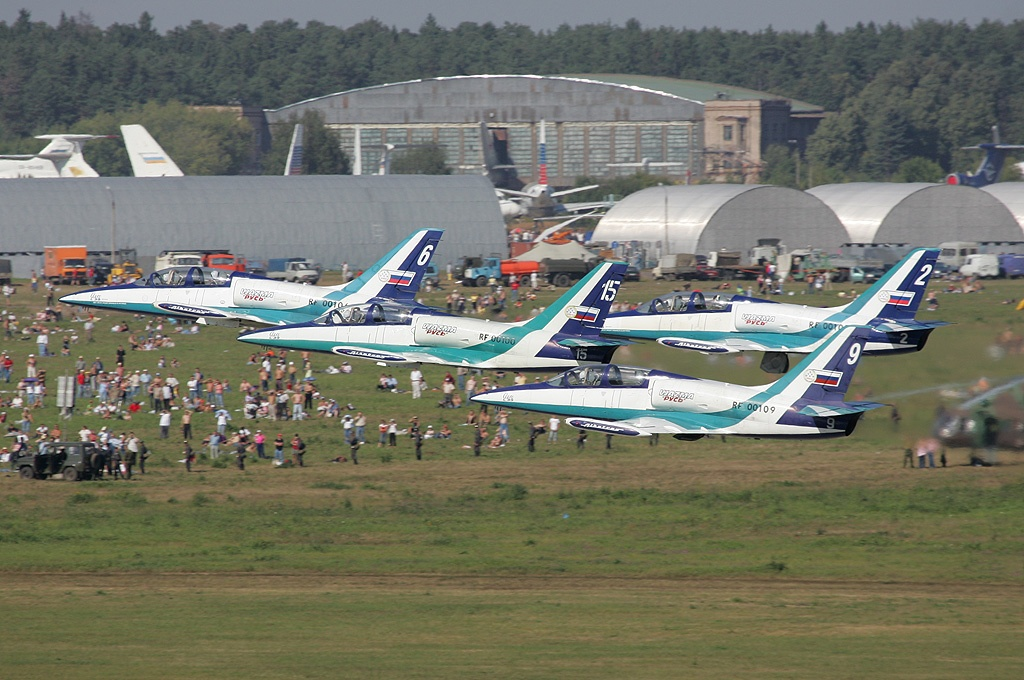
L-39 пилотажной группы «Русь» на МАКС-2005
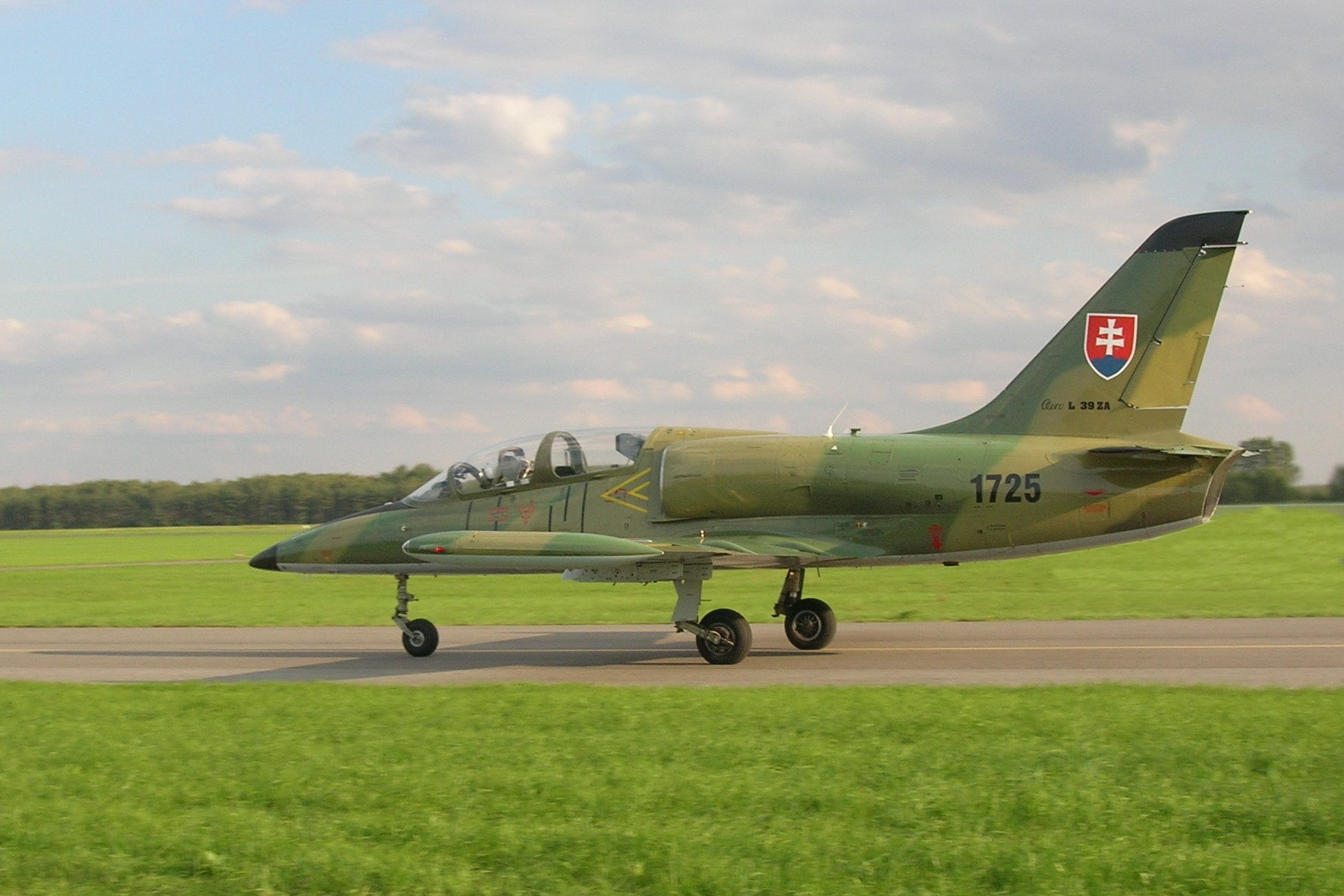
L-39 ВВС Словакии, 2006 год
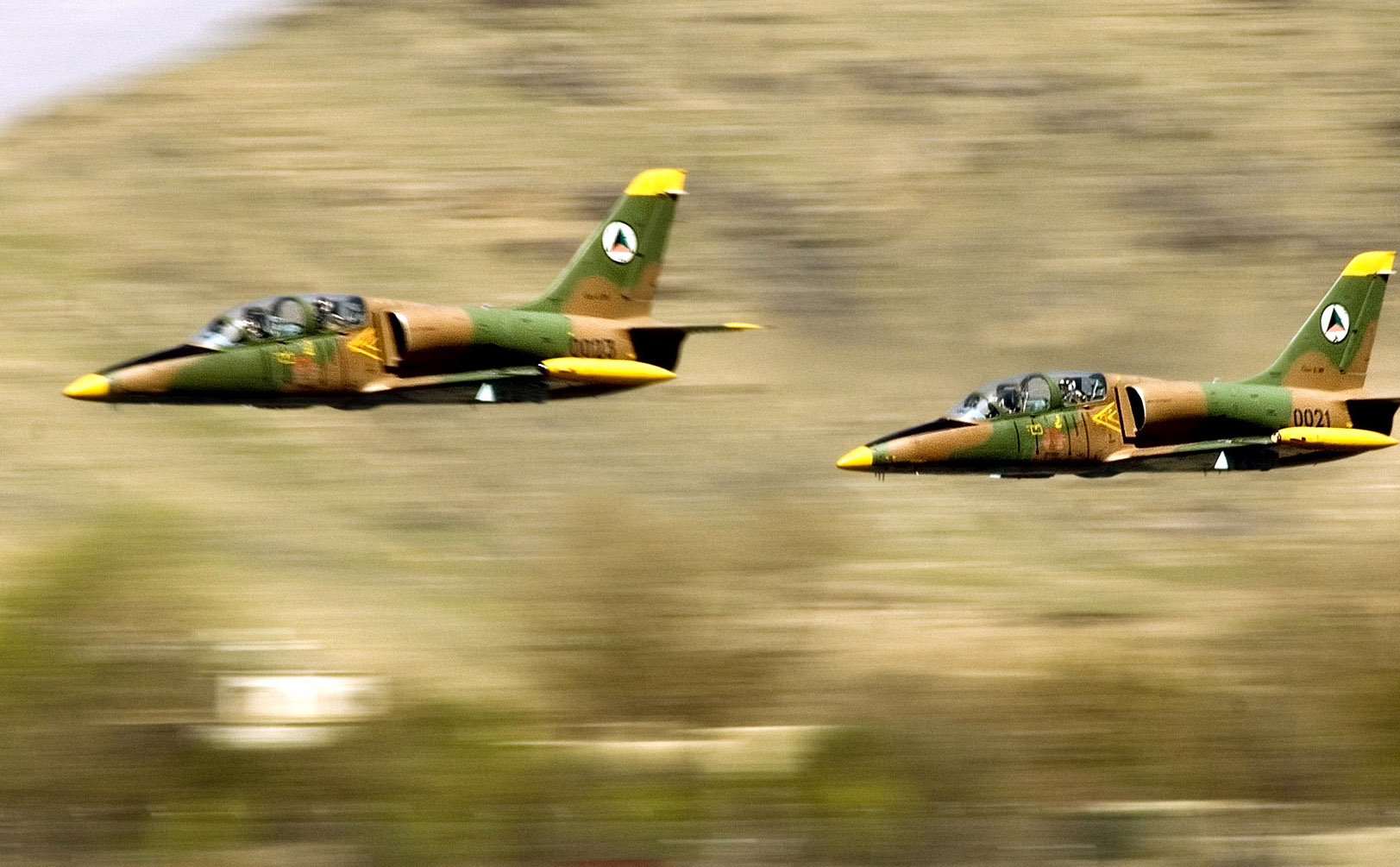
L-39 ВВС Афганистана, 2007 год
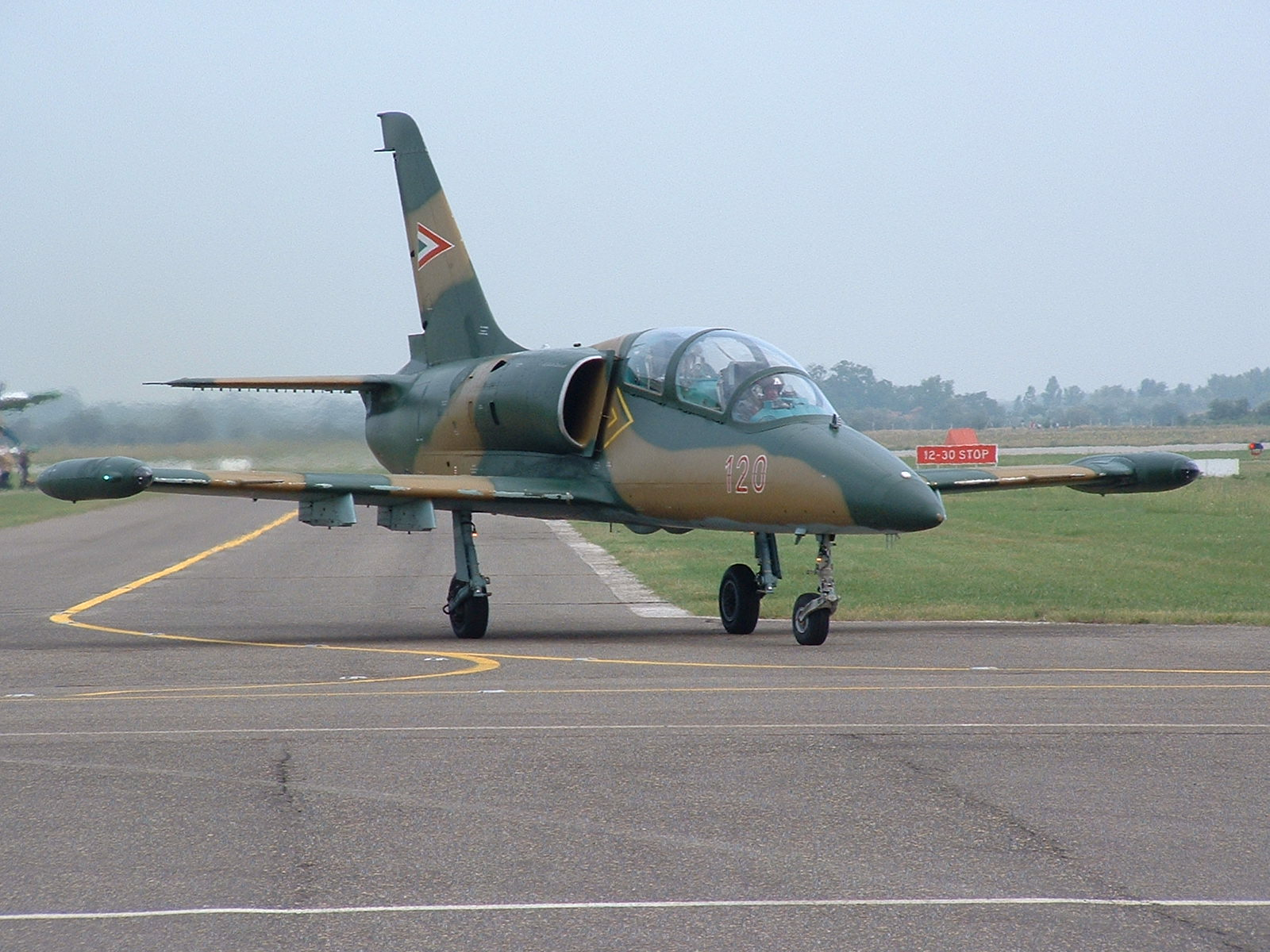
L-39 ВВС Венгрии, 2004 год
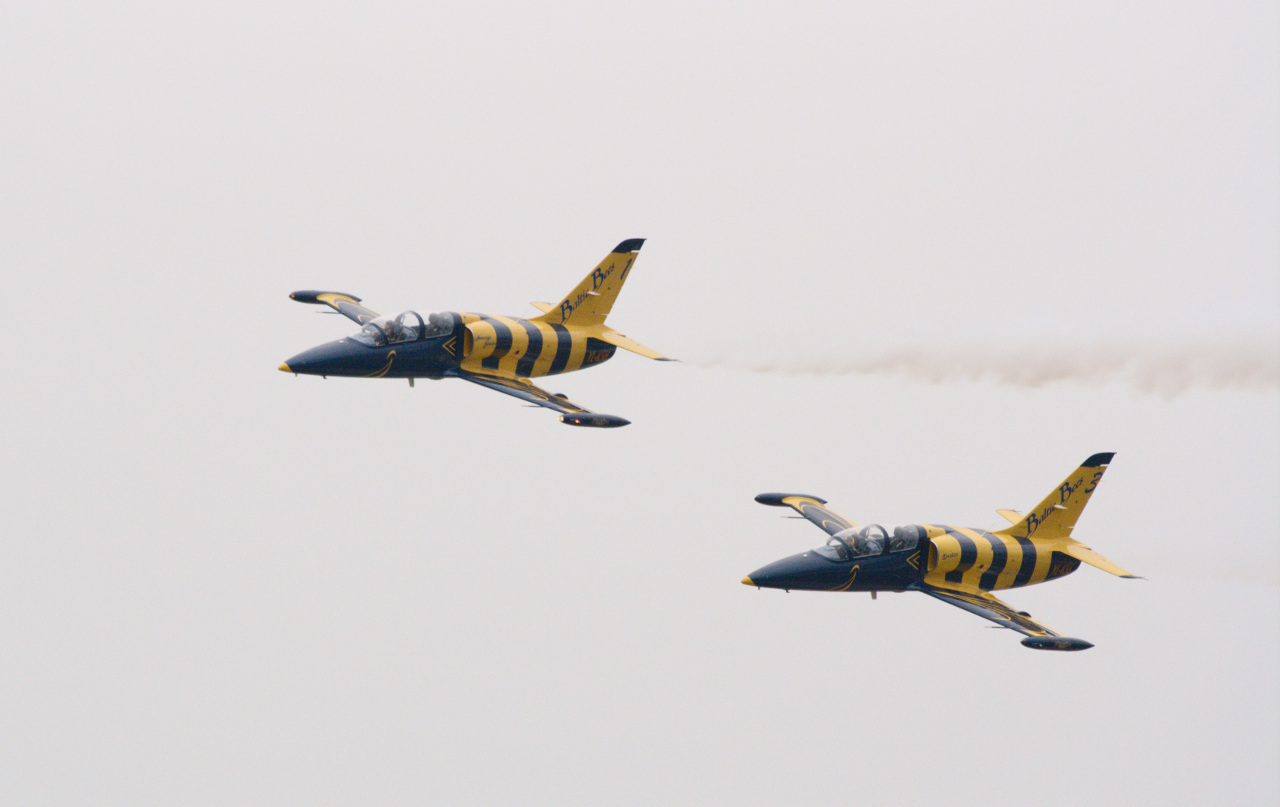
L-39 латвийской пилотажной группы «Балтийские Пчёлы» на МАКС-2009
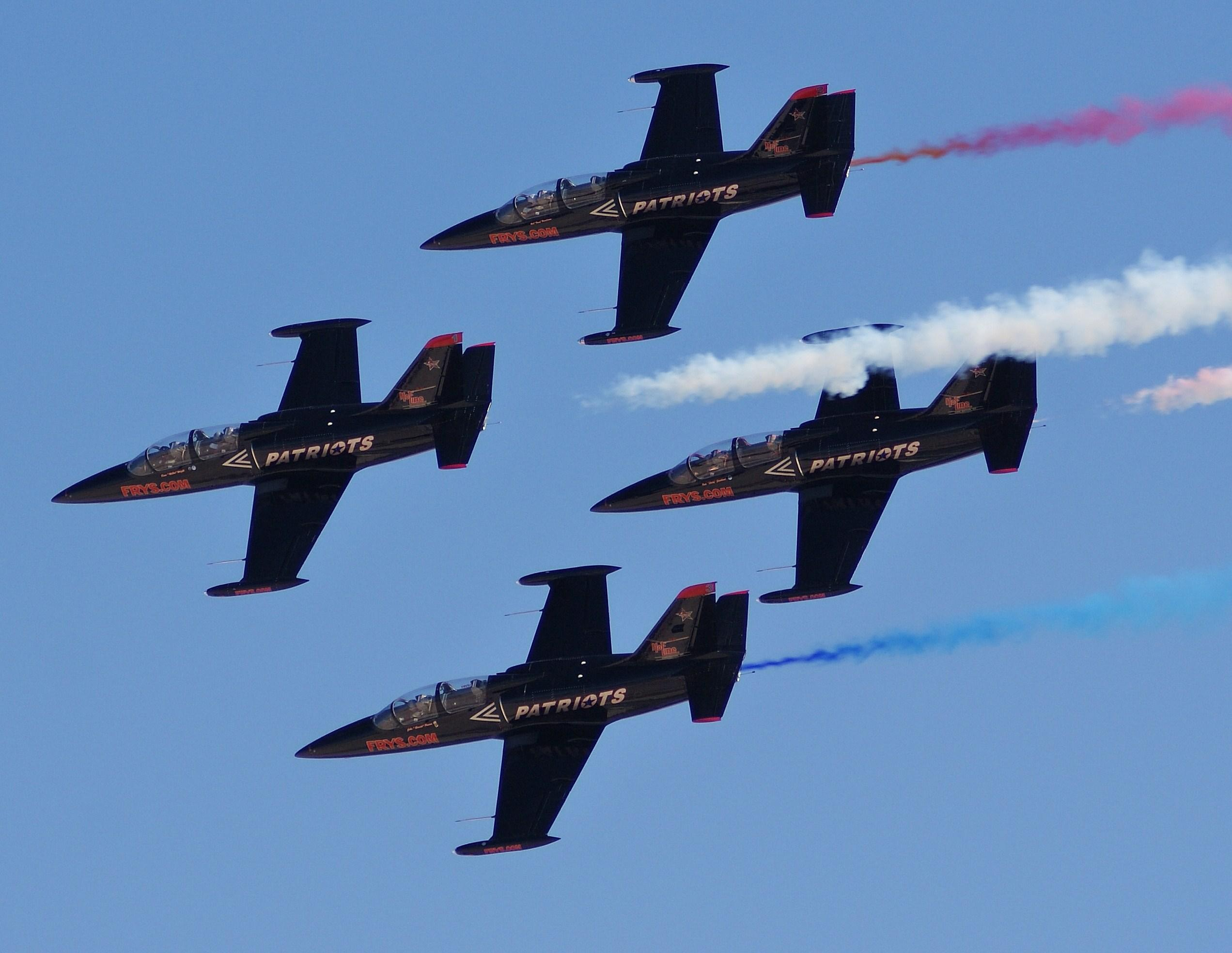
L-39 американской пилотажной группы «Патриоты»
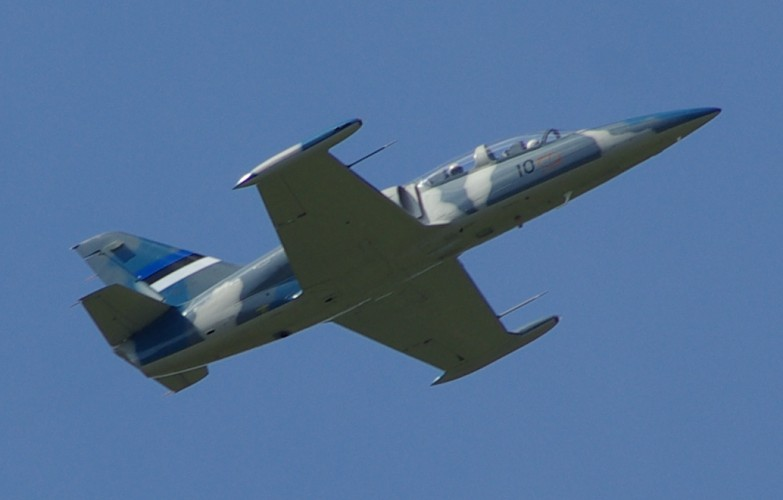
L-39C ВВС Эстонии, 2006 год

## Самолёты-памятники и музейные экспонаты
| Тип  | Бортовой номер | Местонахождение                                                                                           | Изображение |
| L-39 | 33 Жёлтый      | Государственный музей авиации Украины                                                                     |             |
| L-39 |                | Таганрогский музей авиационной техники                                                                    |             |
| L-39 |                | Военно-исторический музей воздушных сил Вооружённых Сил Украины (г. Винница)                              |             |
| L-39 |                | Музей авиации (г. Конотоп)                                                                                |             |
| L-39 | 39             | Авиационно-технический музей (г. Луганск )                                                                |             |
| L-39 |                | Школа ДОСААФ, г. Москва, м. Тушинская                                                                     |             |
| L-39 |                | Калужское Лётно-техническое Училище (г. Калуга)                                                           |             |
| L-39 |                | Полтавский музей дальней авиации (г. Полтава)                                                             |             |
| L-39 |                | Барнаульское высшее военное авиационное училище (г. Барнаул)                                              |             |
| L-39 |                | Саратовский государственный музей боевой славы                                                            |             |
| L-39 | 127 Красный    | «Памятник воинам-авиаторам 40-го гвардейского истребительного полка» (г. Тихорецк).                       |             |
| L-39 | 225 Красный    | г. Балашов Саратовской области                                                                            |             |
| L-39 |                | Ряжск Рязанской области                                                                                   |             |
| L-39 |                | Мичуринск Тамбовской области                                                                              |             |
|      |                | г. Снежное, на территории завода СМЗ                                                                      |             |
| L-39 |                | Музейный комплекс УГМК, Верхняя Пышма, Свердловская область                                               |             |
| L-39 |                | Памятник Авиаторам Балтики в городе Мурино Ленинградской области                                          |             |
| L-39 | 524 Белый      | Тематичнский парк — Музейный комплекс военной техники «Патриот», г. Каменск-Шахтинский Ростовской области |             |

18 апреля 2018 года у здания Министерства здравоохранения Республики Алтай установлен самолёт L-39. Здесь, в годы Великой Отечественной войны, с 1942 по 1945 гг., размещалась 2-я Ленинградская спецшкола военно-воздушных сил СССР, эвакуированная из города Ленинграда. Именно в эту спецшколу в 1943 году поступал Заслуженный артист РСФСР Леонид Быков, исполнивший позже одну из главных ролей в фильме «В бой идут одни старики».
Известно, что памятник обошёлся в 487 тысяч 361 рубль.

## В популярной культуре
Самолёт появился в начале фильма «Завтра не умрёт никогда».
Очень похожий на L-39 самолёт присутствует в компьютерной игре Grand Theft Auto V под названием Besra. 
На Альбатросе можно «полетать» в таких авиасимуляторах как Digital Combat Simulator и Microsoft Flight Simulator X (модуль L-39 от Lotus Simulations).
Декстер Холланд (Bryan Keith «Dexter» Holland, The Offspring) летает на этом самолёте в видео на YouTube "How to flight a fighter jet".
Самолёт Л-39С появился в фильме "Оружейный Барон (2005)".
Упоминается в книге "Пароль Вечность"